# Botones (banda)
Botones era un dúo musical infantil español formado por los hermanos José Andrés y Juan Pedro Aparicio. Estuvieron en activo tres años, entre 1979 y 1982, y publicaron tres discos.

## Historia
Eran del mismo barrio que Los Pecos, y quisieron hacer un dúo del mismo estilo, pero en infantil.
Fueron elegidos para grabar el tema principal de la serie de dibujos animados "Don Quijote de La Mancha" con un gran éxito; esto fue en 1979, Año Internacional del Niño. En sus apariciones televisivas aparecían a lomos de un burro, algo muy atractivo visualmente.
Después de editar algún sencillo más como Para pedirte perdón, grabaron su primer álbum producido por Juan Pardo, Baby rock, donde se incluían temas roqueros de los años 50 y 60 tales como Popotitos, Doctor brujo o Presumida, y otras compuestas por Juan Pardo, así como Sancho y Quijote, Para pedirte perdón o Me voy a enamoriscar. 
Ese mismo año editaron el sencillo Xanadú / Eso está bien, cuyas canciones se incluyeron en un álbum promocional titulado Xanadú, pero que solamente incluía este sencillo junto a las canciones del primer álbum, omitiendo La banda y Me voy a enamoriscar. Xanadú contó con los coros de los propios Los Pecos y de Juan Pardo.
Hasta 1982 no grabaron un nuevo álbum, que sería el último, Canta con Botones. Este disco, producido por Álvaro Nieto y que incluía temas de este y de Luis Figuerola-Ferreti entre otros, pasó desapercibido, y por esto el dúo se deshizo. Destacan canciones como Vamos de excursión, que defendieron en el Festival Español de la Canción de Benidorm, su propia versión de Ulises 31 o Qué pena de verano.